# تعادل نفس و جسم
موازات نفسانی جسمانی (انگلیسی: psychophysical parallelism)، به نظریه‌ای گفته می‌شود که معتقد است بین دو سلسله پدیدارهای جسمانی و نفسانی مطابقت کامل برقرار است.

## این نظریه به دو صورت بیان شده‌است
اول قول به اینکه، در مقابل هر پدیدار جسمانی یک حالت نفسانی مطابق با آن وجود دارد. عکس این قضیه نیز صادق است؛ یعنی در مقابل هر حالت نفسانی یک پدیدار جسمانی مقابل آن وجود دارد.

## اسپینوزا
اسپینوزا: «اگر طبیعت را از این جهت که امتداد است، یا از این جهت که فکر است، یا از این جهت که شیء دیگری است، مورد مشاهده قرار دهیم، نظام واحد و تسلسل واحدی در علل آن می‌یابیم که دالّ بر این است که یک شیء واحد، در دو جهت امتداد یافته‌است.»

## لایب نیتس
لایب نیتس: بین صور عقلی و اشیاء خارجی محیط بر این صور، انطباق کامل وجود دارد. اما این انطباق ناشی از تأثیر متقابل عقل و طبیعت در یکدیگر نیست. بلکه ناشی از انسجام ازلی بین آنهاست.
خلاصه نظریه موازات نفسانی جسمانی مبیّن این است که بین یک سلسله از پدیدارهای نفسانی و یک سلسله از پدیدارهای جسمانی مطابقت کامل وجود دارد. و اینکه هر یک از این دو سلسله مستقل از یکدیگر است.

## مالبرانش
مالبرانش (۱۷۱۵ ۱۶۳۸) صاحب دیدگاه سببیت ظاهری (occasionalism) (مقارنه‌گرایی) است. بر طبق دیدگاه سببیت ظاهری، علت، معلول خود را می‌آفریند و به وجود می‌آورد، در حالی که علت‌های به اصطلاح طبیعی چیزی را در حقیقت نمی‌آفرینند و فقط فعالیت‌های خدا است که علت آفرینش و رخ دادن اشیا و پدیدارها است.

## جهانواقع
تبیین اینکه چرا گونه‌هایی از «هماهنگی پیشین بنیاد» براساس پذیرش دیدگاه پدیدارهای نفسانی با گونه‌هایی از پدیدارهای فیزیکی با هم رخ می‌دهند این است که جهان ممکنی که خداوند آن را تحقق بخشید (یعنی جهان واقع) جهانی است که آن پدیدارهای در آن با هم رخ می‌دهند.